# Service-level requirement
 (avril 2016).
Si vous disposez d'ouvrages ou d'articles de référence ou si vous connaissez des sites web de qualité traitant du thème abordé ici, merci de compléter l'article en donnant les références utiles à sa vérifiabilité et en les liant à la section « Notes et références ».
Le niveau de service requis, ou en anglais service-level requirement (SLR), est une définition, en fonction d'indicateurs prédéfinis, du niveau de service convenu entre un fournisseur de service et son client.
Base d'évaluation et de négociation de la qualité de service mentionnée au contrat, les SLR sont, en pratique, considérés comme des "prérequis" du service.

## Terminologie
Du fait de l'anglicisme, le service-level requirement peut être entendu de deux manières :
- soit, littéralement, en tant qu'exigence de niveau de service ;
- soit, selon ITIL, en tant que niveau de service requis.

Si les deux définitions sont quasi identiques, dans les usages des écarts d'appréciation de définition entre clients et fournisseurs de services aboutissent à d'occasionnels conflits : un client entend généralement "exigence", tandis que le fournisseur de service entend "prérequis".
Pour cette raison, le terme SLR est finalement peu utilisé et remplacé dans les échanges par les notions de :
- SLA : service-level agreement, ou accord de niveau de service ;
- SLM : service-level management, ou gestion des niveaux de service qui qualifie les procédures et outils permettant de gérer l'escalade en termes de traitement des évènements ou de résolution d'un problème;
- OLA : operational level agreement, un accord de niveau d’opérations est lié à un ou plusieurs services d’opérations ;
- et UC : underpinning contrat, un contrat de sous-traitance est lié à un ou plusieurs services d’opérations.

## Enjeu des SLR
Un fournisseur de services prépare un contrat de niveau de service (SLA) basé sur des indicateurs d'évaluation de la performance (KPI pour key performance indicator, ou indicateur clé de performance). Ces derniers permettent de démontrer une conformité, ou une défaillance, vis-à-vis du niveau de service défini au contrat ou à l'engagement de niveau de service.
Par exemple, un système d'information peut être évalué en fonction d'indicateurs KPI, confrontés à la valeur contractuelle idoine définie au SLA, tels que :
- le taux de disponibilité des machines (exprimé en pourcentage d'un intervalle de temps, à l'exception des éventuelles ruptures de service programmées à l'occasion des maintenances);
- le délai de prise en compte / traitement des demandes;
- le délai d'intervention, associé à la garantie de temps d'intervention (GTI);
- le délai de rétablissement, associé à la garantie de temps de rétablissement (GTR);
- la quantité de perte de données admise, ou la « fraicheur » des données / configurations restaurées, associé à la perte de données maximale admissible

## Identification et détermination
En premier lieu, le ou les SLR d'un service (réseau, hébergement…) doivent nécessairement être mesurés ; ils peuvent être identifiés de trois façons :
- l'efficience : le SLR peut être identifié par simples critères courants, selon les usages et les outils ou moyens de mesures disponibles et efficaces ;
- les prérequis internes : les operational-level agreement (en) sont un ensemble de fonctions support internes, nécessaires à la production, qui ensemble (et souvent chez tous les protagonistes), constituent les moyens indispensables à la production du niveau de qualité souhaité ;
- les prérequis externes : toutes les dépendances potentielles du service avec d'autres services doivent être identifiées en vue de s'assurer, d'une part, de l'exhaustivité des indicateurs de mesure, et d'autre part, de la mesurabilité desdits indicateurs.

Ensuite, un niveau de qualité de service doit être déterminé, cohérent avec les moyens disponibles pour la production des services (exhaustivité des OLA, identification des KPI avec un niveau suffisant…).
Enfin, ils doivent être révisés afin de tenir compte de nombreux critères tels que :
- la non-obsolescence et la veille évolutive ;
- les constats en phase d'exploitation ;
- la gestion des changements...